# Marie Gleditschová
Marie Hermana Dorothea Gleditschová (nepřechýleně Marie Gleditsch; asi červen 1860 – 10. června 1925) byla norská portrétní fotografka.

## Životopis
Byla dcerou Ludviga Carla Gleditsche (1816–1897) a Miny Othilie Smitové (1829–1903) a provdala se za Conrada Langaarda Christiansena (1873–1925), syna Christiana Christiansena a Giny Bullové. Byla jednou z vystavujících na výstavě v Bergenu v roce 1898. Gleditschová působila v Christianii asi od roku 1895 až do roku 1905, nejprve v Grændsen 19, poté na drese Grændsen 3. Městské muzeum v Oslu má ve své sbírce snímky pořízené autorkou z firmy Gunerius Pettersen z roku 1902 a dva portréty z roku 1895.

## Galerie

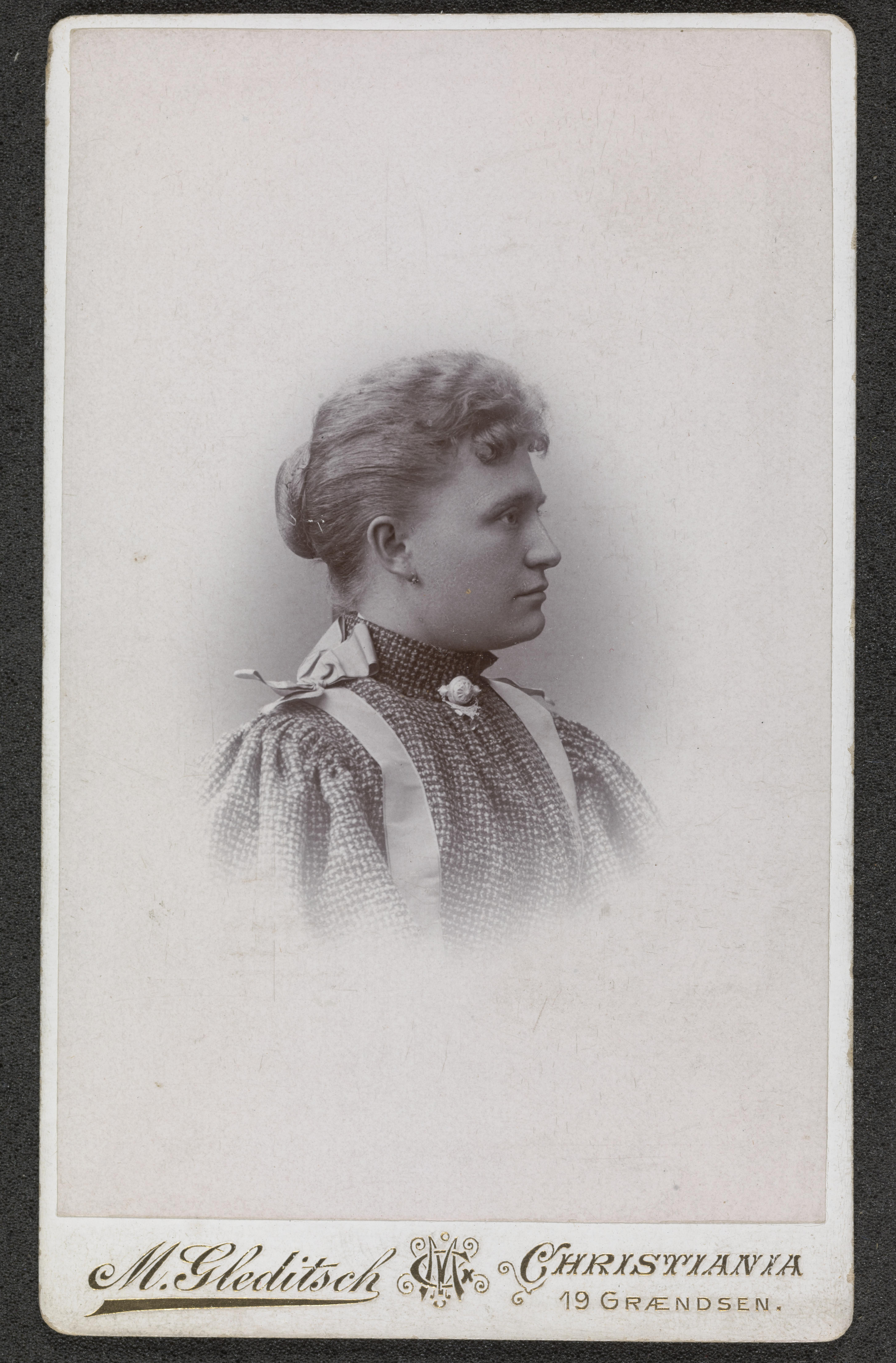
Studiový portrét neznámé ženy, asi 1895. Ze sbírek Národní knihovny
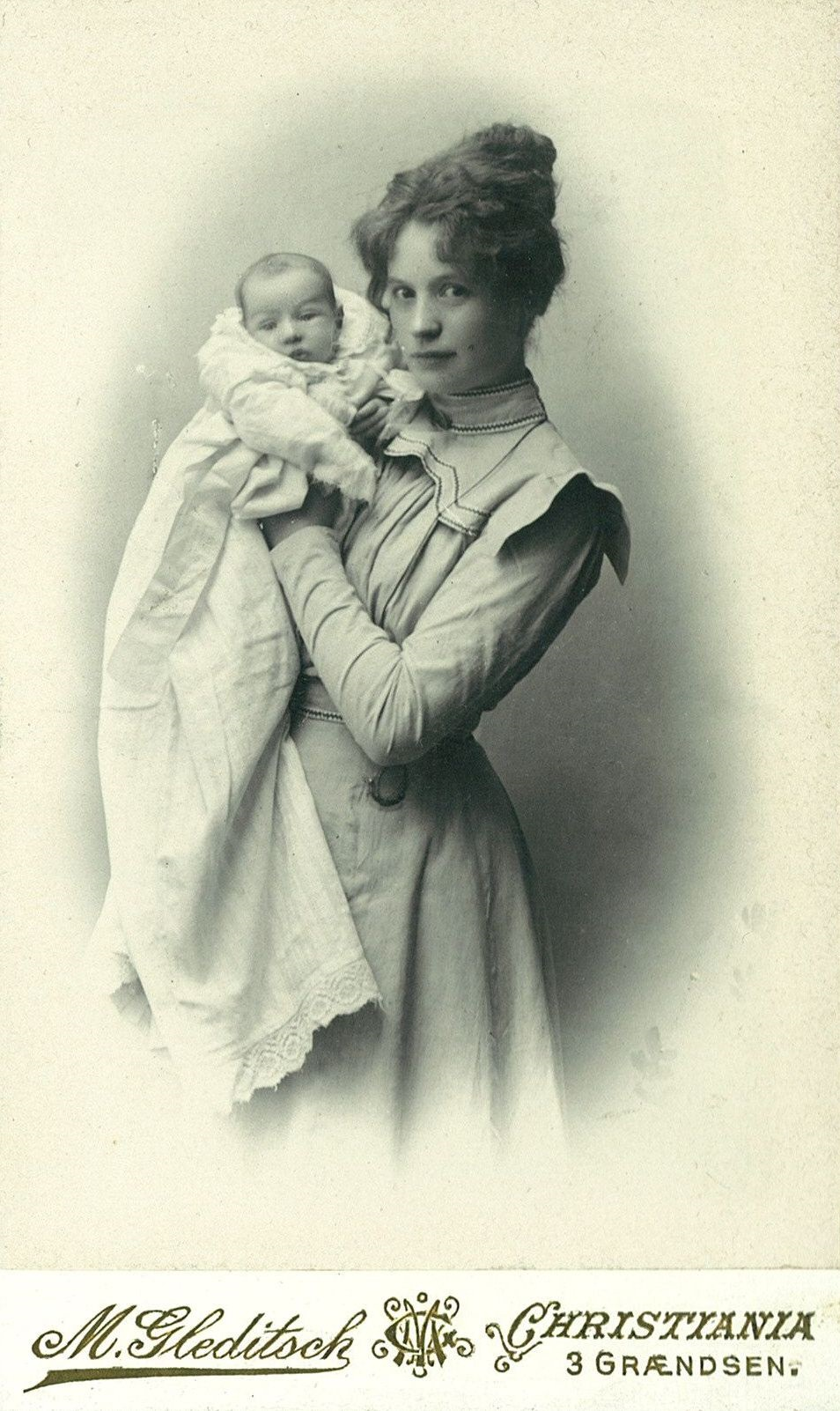
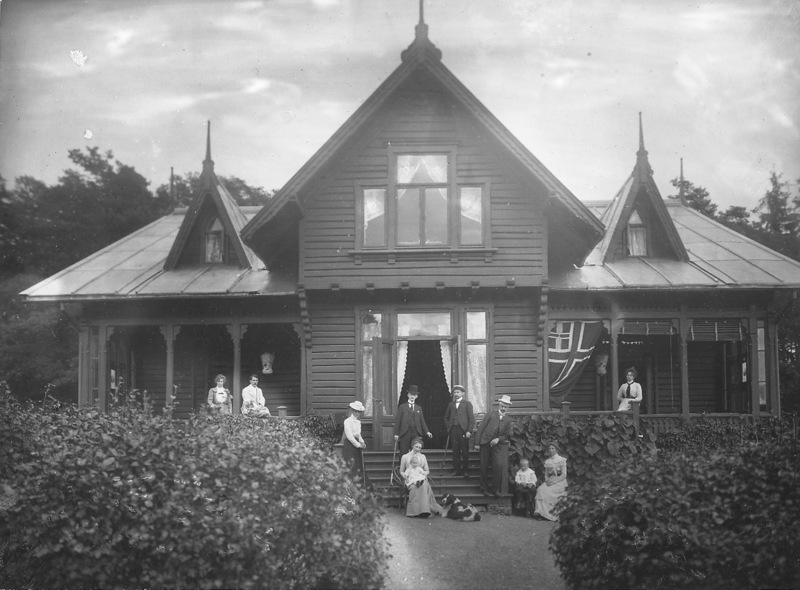
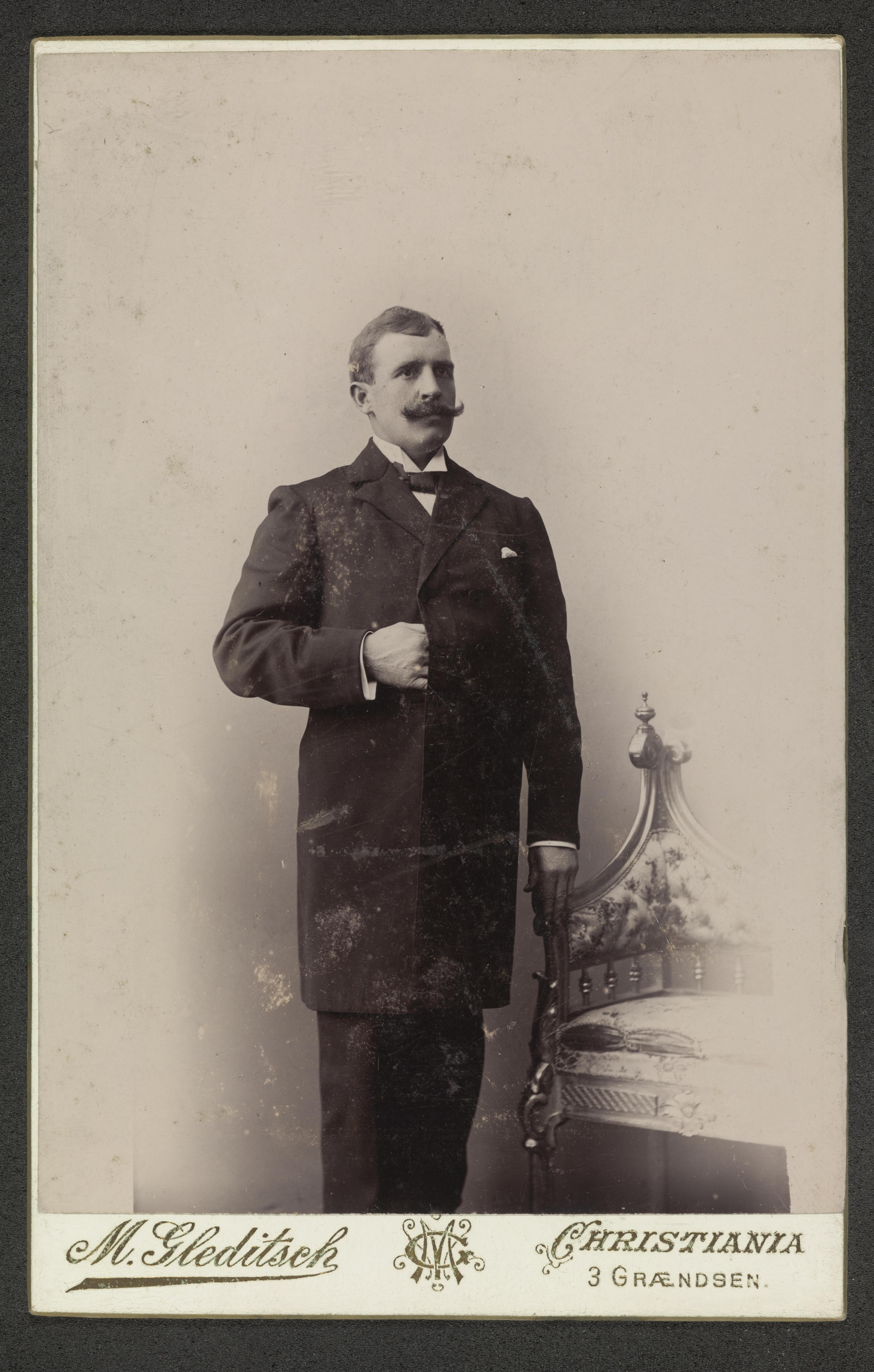